# 小三和弦

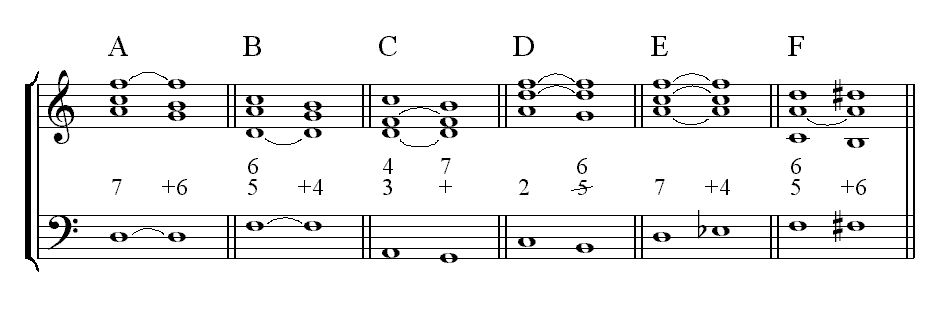
小三和弦乐谱

小三和弦（Minor Third Chord），在 音樂理論上是一組由 根音、小三度和純五度構成的和弦。在流行音樂的標記符號體系中，其標示方法是用和弦根音的字母，然后加一个小写的m，以圖示C和弦為例則表示方法為: Cm。以數字表示C組成音則為「1 、b3、 5」。